# 三枝安茂
三枝 安茂（みえだ やすしげ、1928年〈昭和3年〉10月24日 - 2025年〈令和7年〉2月28日）は、日本の政治家。位階勲等は従四位旭日中綬章。埼玉県春日部市長（5期）等を歴任した。

## 経歴
埼玉県出身。旧制埼玉県立粕壁中学校(現在の埼玉県立春日部高等学校)を経て、海軍通信学校に入る。戦後、明治大学商学部に入り、1949年（昭和24年）に卒業する。卒業後は幸手町（現在の幸手市）の肥料店に勤務する、1955年（昭和30年）、春日部市議会議員に当選。市議を6期務め、副議長、議長になる。6期目途中の1978年（昭和53年）、春日部市助役となる。1986年（昭和61年）春日部市長に当選。春日部市長を5期務める。この間、1993年（平成5年）秋の褒章で藍綬褒章を受章した。2005年（平成17年）、春日部市は隣接する北葛飾郡庄和町と合併し、新春日部市の市長職務執行者となった。合併後の市長選挙には立候補しなかった。2006年（平成18年）春の叙勲で旭日中綬章を受章した。
2025年（令和7年）2月28日、老衰のため、死去した。96歳没。死没日付をもって従四位に叙された。